# Hawley Automobile Company
Hawley Automobile Company war ein US-amerikanischer Hersteller von Automobilen.

## Unternehmensgeschichte
R. B. Hawley gründete das Unternehmen im Sommer 1906 in Constantine in Michigan. Er begann mit der Produktion von Automobilen. Der Markenname lautete Hawley. Ende 1907 zog er nach Mendon, ebenfalls in Michigan. 1908 endete die Produktion.

## Fahrzeuge
Im Angebot standen zwei Modelle. Beide hatten einen wassergekühlten Zweizylinder-Zweitaktmotor. Die Motorleistung von 16 PS wurde über ein Friktionsgetriebe und eine Kette an die Hinterachse übertragen. Die Höchstgeschwindigkeit war mit 72 km/h angegeben.
Das kleinere Fahrzeug hatte ein Fahrgestell mit 213 cm Radstand. Der Aufbau war ein Runabout mit zwei Sitzen. Der Neupreis betrug 450 US-Dollar.
Das größere Fahrzeug hatte einen Radstand von 244 cm und einen Aufbau als viersitziger Tourenwagen. Es kostete 700 Dollar.